# Гузд (Підкарпатське воєводство)
Гузд (пол. Gózd) — село в Польщі, у гміні Гарасюки Ніжанського повіту Підкарпатського воєводства.
Населення — 420 осіб (2011).
У 1975-1998 роках село належало до Тарнобжезького воєводства.

## Демографія
Демографічна структура станом на 31 березня 2011 року:
|          | Загалом | Допрацездатний вік | Працездатний вік | Постпрацездатний вік |
| -------- | ------- | ------------------ | ---------------- | -------------------- |
| Чоловіки | 217     | 49                 | 150              | 18                   |
| Жінки    | 203     | 36                 | 127              | 40                   |
| Разом    | 420     | 85                 | 277              | 58                   |